# Ruzsa
Ruzsa là một thị trấn thuộc hạt Csongrád, Hungary. Thị trấn này có diện tích 84,68 km², dân số năm 2010 là 2553 người, mật độ 30 người/km².